# Chawu (socken i Kina, lat 29,11, long 87,58)
Chawu (kinesiska: 查务, 查务乡) är en socken i Kina. Den ligger i den autonoma regionen Tibet, i den sydvästra delen av landet, omkring 350 kilometer väster om regionhuvudstaden Lhasa. Antalet invånare är 3 692. Befolkningen består av 1 798 kvinnor och 1 894 män. Barn under 15 år utgör 27,0 %, vuxna 15-64 år 68 %, och äldre över 65 år 4,0 %.
Genomsnittlig årsnederbörd är 521 millimeter. Den regnigaste månaden är juli, med i genomsnitt 171 mm nederbörd, och den torraste är mars, med 2 mm nederbörd.